# Fußball-Ostasienmeisterschaft
Die Ostasienmeisterschaft (engl.: East Asian Football Championship) ist ein von der East Asian Football Federation (EAFF) ausgetragenes Fußball-Turnier. Teilnahmeberechtigt sind die zehn Mitgliedsverbände der EAFF: China, Guam, Hongkong, Japan, Macau, Mongolei, Nordkorea, Südkorea, Taiwan und Nördliche Marianen.

## Geschichte
Vorläufer-Turnier war der zwischen 1990 und 1998 viermal ausgespielte Dynasty-Cup. Ziel der Veranstaltung war es, durch den Wettbewerb die Qualität des ostasiatischen Fußballs und die Konkurrenzfähigkeit der Nationalteams zu fördern. An dem Turnier nahmen jeweils vier Länder teil. VR China, Südkorea und Japan nahmen an allen Turnieren teil. 1990 und 1992 war Nordkorea und 1995 und 1998 Hong Kong viertes Teilnehmerland. Die vier Teilnehmer spielten mit jeweils drei Spielen im Ligamodus Jeder gegen Jeden. Der Gruppenerste spielte anschließend gegen den Zweitplatzierten in einem Finale um den Turniersieg. 1995 wurde zusätzlich noch ein Spiel um Platz 3 zwischen den Dritt- und dem Viertplatzierten gespielt. Mit Gründung der EAFF am 28. Mai 2002 wurde der Dynasty Cup zugunsten der Ostasienmeisterschaft eingestellt.
Seit 2005 gibt es auch eine Meisterschaft der Frauen, die parallel zum Männerturnier stattfindet.
2010 erhielt der Sieger ein Preisgeld von 500.000 $, der Vizemeister 300.000 $, der Dritte 200.000 $ und der Vierte noch 150.000 $.

## Modus
An der Endrunde nehmen vier Mannschaften teil. Japan, VR China und Südkorea sind gesetzt. Die vierte Mannschaft wird in zwei Qualifikationsrunden aus den restlichen sechs Mitgliedsverbänden ermittelt. 2012 nahm Australien als Gast an der Qualifikation für 2013 teil und konnte sich für die Endrunde qualifizieren. Die Ostasienmeisterschaft wurde bisher fünfmal, jeweils im Ligaformat, ausgetragen, d. h., es gab keine Endspiele oder Spiele um den 3. Platz.

## Erstteilnahmen
Folgend alle Nationalmannschaften, die bisher an diesem Turnier teilgenommenen haben.
- Fett geschriebene Mannschaften wurden bei ihrer ersten Teilnahme Ostasienmeister.
- Kursiv geschriebene Mannschaften waren bei ihrer ersten Teilnahme Ausrichter.
- Mannschaften in Klammern nahmen unter einem anderen Namen zum ersten Mal teil.

| Jahr(e)   | Erstteilnehmer                  | Erstteilnehmer       | Erstteilnehmer       | Erstteilnehmer       |
| --------- | ------------------------------- | -------------------- | -------------------- | -------------------- |
| 1990      | Japan                           | Nordkorea            | Südkorea             | China                |
| 1992      | keine Erstteilnehmer            | keine Erstteilnehmer | keine Erstteilnehmer | keine Erstteilnehmer |
| 1995      | Hong Kong First Division League |                      |                      |                      |
| 1998      | keine Erstteilnehmer            | keine Erstteilnehmer | keine Erstteilnehmer | keine Erstteilnehmer |
| 2003      | ( Hongkong)                     |                      |                      |                      |
| 2005–2010 | keine Erstteilnehmer            | keine Erstteilnehmer | keine Erstteilnehmer | keine Erstteilnehmer |
| 2013      | Australien                      |                      |                      |                      |
| 2015–2022 | keine Erstteilnehmer            | keine Erstteilnehmer | keine Erstteilnehmer | keine Erstteilnehmer |

## Die Turniere im Überblick

### Dynasty Cup
| 1990 Details | China    | Südkorea | 1:1 n. V. 5:4 i. E. | China    | Nordkorea           | (Ligasystem) | Japan               |
| 1992 Details | China    | Japan    | 2:2 n. V. 4:2 i. E. | Südkorea | Nordkorea           | (Ligasystem) | China               |
| 1995 Details | Hongkong | Japan    | 2:2 n. V. 5:3 i. E. | Südkorea | Hong Kong League XI | 1:1          | China               |
| 1998 Details | Japan    | Japan    | (Ligasystem)        | China    | Südkorea            | (Ligasystem) | Hong Kong League XI |

### Ostasienmeisterschaft
| 2003 Details | Japan    | Südkorea | (Ligasystem) | Japan    | China     | (Ligasystem) | Hongkong   |
| 2005 Details | Südkorea | China    | (Ligasystem) | Japan    | Nordkorea | (Ligasystem) | Südkorea   |
| 2008 Details | China    | Südkorea | (Ligasystem) | Japan    | China     | (Ligasystem) | Nordkorea  |
| 2010 Details | Japan    | China    | (Ligasystem) | Südkorea | Japan     | (Ligasystem) | Hongkong   |
| 2013 Details | Südkorea | Japan    | (Ligasystem) | China    | Südkorea  | (Ligasystem) | Australien |
| 2015 Details | China    | Südkorea | (Ligasystem) | China    | Nordkorea | (Ligasystem) | Japan      |
| 2017 Details | Japan    | Südkorea | (Ligasystem) | Japan    | China     | (Ligasystem) | Nordkorea  |
| 2019 Details | Südkorea | Südkorea | (Ligasystem) | Japan    | China     | (Ligasystem) | Hongkong   |
| 2022 Details | Japan    | Japan    | (Ligasystem) | Südkorea | China     | (Ligasystem) | Hongkong   |
| 2025 Details | Südkorea | Japan    | (Ligasystem) | Südkorea | China     | (Ligasystem) | Hongkong   |
| 2028 Details | China    |          |              |          |           |              |            |
| 2030 Details | Japan    |          |              |          |           |              |            |

## Rangliste
Die Titel beim Dynasty Cup sind kursiv gesetzt.
| Rang                  | Land       | Titel | Jahr(e)                            | 2. Platz | 3. Platz | 4. Platz |
| --------------------- | ---------- | ----- | ---------------------------------- | -------- | -------- | -------- |
| 1                     | Südkorea   | 6     | 1990, 2003, 2008, 2015, 2017, 2019 | 5        | 2        | 1        |
| 2                     | Japan      | 6     | 1992, 1995, 1998, 2013, 2022, 2025 | 5        | 1        | 2        |
| 3                     | China      | 2     | 2005, 2010                         | 4        | 6        | 2        |
| 4                     | Nordkorea  |       |                                    |          | 4        | 2        |
| 5                     | Hongkong   |       |                                    |          | 1        | 6        |
| 6                     | Australien |       |                                    |          |          | 1        |
| Jeweilige Rekordmarke |            |       |                                    |          |          |          |